# Emily Hagins
Emily Hagins (née le 27 octobre 1992 à Philadelphie) est une réalisatrice et productrice américaine.

## Biographie
Emily Hagins a accédé à la notoriété en réalisant son premier film, Pathogen à l'âge de seulement 12 ans,.

## Filmographie
- 2006 : Pathogen
- 2009 : The Retelling
- 2011 : My Sucky Teen Romance
- 2013 : Chilling Visions: 5 Senses of Fear (segment Touch)
- 2013 : Grow Up, Tony Phillips
- 2017 : Coin Heist